# 전함 피나포어 (오페라)

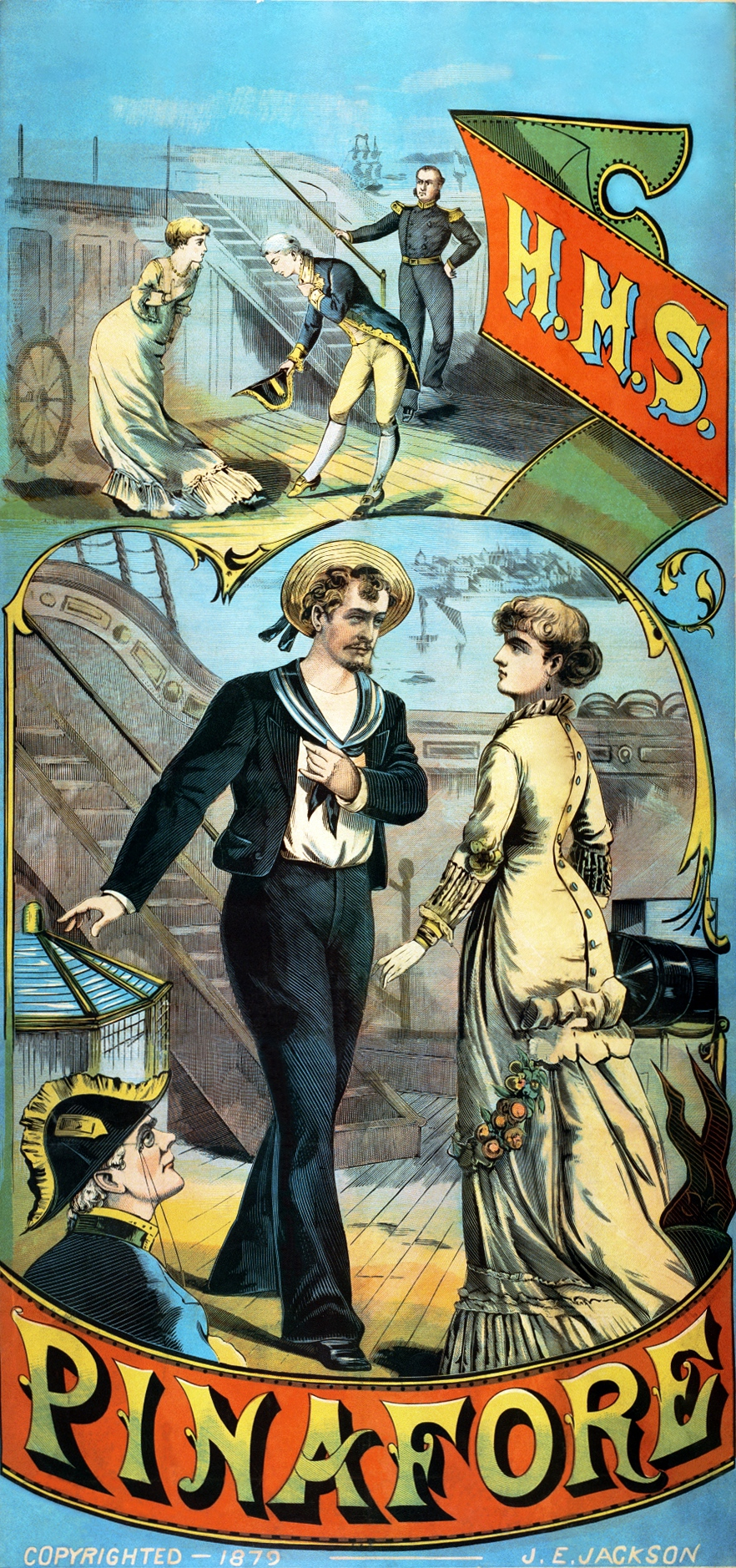

전함 피나포어(H.M.S. Pinafore)는 아서 설리반이 작곡하고 윌리엄 슈웽크 길버트가 대본을 작성한 2막의 희극 영어 오페라이다. 1878년 5월 25일 런던의 오페라 코미크 극장에서 초연되었다.

## 등장인물
- 조지프 포터 경 (The Rt. Hon. Joseph Porter, KCB), 기사, 해군 본부 위원회 수석 위원 (코믹 바리톤)
- 코커랜 선장 (Capt. Corcoran), 전함 피나포어의 지휘관 (리릭 바리톤)
- 레이프 랙스트로 (Ralph Rackstraw), 숙련 갑판원 (테너)
- 딕 데드아이 (Dick Deadeye), 숙련 갑판원 (베이스-바리톤)
- 빌 보브스테이 (Bill Bobstay), 갑판장의 동료 (1등 항해사) (바리톤)
- 보브 베킷 (Bob Becket), 목수의 동료 (베이스)
- 조제핀 (Josephine), 선장의 딸 (소프라노)
- 히브 (Hebe), 조지프의 사촌 (메조소프라노)
- 크립스 부인 (Mrs "Little Buttercup" Cripps), 포츠마우스의 잡화를 파는 배의 여상인 (콘트랄토)
- 조지프 포터 경의 여동생들, 그의 사촌들, 숙모들, 선원들, 해군들 (모두 합창)

## 줄거리

### 1막
- 한 낮, 포츠마우스의 항구에 정박한 전함 피나포어

### 2막
- 같은 날 달 밝은 밤